# Selgros
Selgros (нем. Selbstbedienung + …gros — оптовое самообслуживание) — германская сеть рознично-мелкооптовой торговли формата Cash & Carry. Насчитывает 86 гипермаркетов средней площадью 10 тыс. м² в Германии (44 магазина), Польше (15, с 1994 года), Румынии (19, с 2001 года) и России (11, с 2011 года).
Управляющая компания Fegro/Selgros создана 1990 году на паритетных началах концернами Otto и Rewe Group, в 2011 году продана швейцарской группе Coop. Выручка — €2,7 млрд (2006).